# دارام سینگ (بازیکن هاکی روی چمن)
دارام سینگ (انگلیسی: Dharam Singh; ۱۹ ژانویهٔ ۱۹۱۹ – ۵ دسامبر ۲۰۰۱) بازیکن هاکی روی چمن اهل هند بود.
وی به‌همراه تیم ملی هاکی روی چمن مردان هند به قهرمانی بازی‌های المپیک تابستانی ۱۹۵۲ دست پیدا کرده‌است.